# Louis-Gonthier Ier de Schwarzbourg-Rudolstadt
Louis-Gonthier Ier comte de Schwarzbourg-Rudolstadt (27 juin 1581 à Rudolstadt – 4 novembre 1646 à Rudolstadt) est comte de Schwarzbourg-Rudolstadt de 1612, jusqu'à sa mort.

## Biographie
Louis-Gonthier est le fils du comte Albert VII de Schwarzbourg-Rudolstadt et son épouse Julienne de Nassau-Dillenbourg. Ses frères sont Charles-Gonthier de Schwarzbourg-Rudolstadt et Albert-Gonthier de Schwarzbourg-Rudolstadt. Après la mort de leur père, ils divisent Schwarzbourg-Rudolstadt entre eux, et chacun domine une partie de la comté.
En 1598, Louis-Gonthier va à Iéna pour étudier à l'université, et va ensuite à Strasbourg, où il rencontre des gens dans les hautes sphères. Après un voyage à Paris, il retourne à Rudolstadt en 1604. Le 10 avril 1605, Albert VII meurt et le 24 juin, les frères sont convenus que le frère aîné, Charles-Gonthier, dirigerait le comté pour les six prochaines années.
Cela permet à Louis-Gonthier de reprendre ses voyages. En 1606, il retourne à Strasbourg puis à Paris. En 1607, il visite Madrid, de retour à Paris, se rend ensuite en Angleterre et visite Londres, Oxford, Cambridge, et d'autres endroits. Le 10 février 1610, il revient finalement à Rudolstadt.
Le 8 septembre 1612, les trois frères acceptent de diviser le comté. Charles-Gonthier reçoit une partie qui inclut la capitale de Rudolstadt. Louis-Gonthier reçoit une partie, notamment la ville de Frankenhausen. La partie de Albert-Gonthier comprend les villes de Stadtilm et Schwarzbourg.
En 1624 à Erfurt, Louis-Gonthier et Albert-Gonthier conviennent d'échanger leurs possessions. Louis s'installe à son nouveau domicile à Stadtilm en 1625 et Albert-Gonthier déménage à Frankenhausen. Charles-Gonthier continue à résider à Rudolstadt jusqu'à ce qu'il meure sans héritier en 1630. Le 24 novembre 1631, Louis-Gonthier et Albert-Gonthier se mettent d'accord sur une nouvelle division, Louis-Gonthier reçoit Rudolstadt et Albert-Gonthier reçoit Blankenbourg. En 1634, Albert-Gonthier meurt sans héritier, et Louis-Gonthier devient le seul comte.
Le 5 septembre 1619, la belle-sœur de Louis-Gonthier, Anne-Sophie d'Anhalt (épouse de Charles-Gonthier) fonde la Société des Vertueux, qui est conçu comme une contrepartie féminine de la Société des fructifiants que son frère Louis d'Anhalt-Köthen a fondé. Louis-Gonthier rejoint la société des fructifiants sous le nom der Stärkende ("celui qui obtient le plus fort") et son épouse rejoint la société des Vertueux.
Louis-Gonthier mène des réformes de l'éducation et, comme d'habitude, à l'époque, fait des dons importants à des églises. Il fonde la bibliothèque de l'église et lui lègue sa bibliothèque dans son testament. Il fait la promotion de la vie musicale en fondant son propre orchestre de cour. Il est d'abord mentionné en 1635, et évolue dans le Thüringer Symphoniker Saalfeld-Rudolstadt, qui existe encore.
Il est décédé le 4 novembre 1646 à Rudolstadt. Sa veuve gouverne le comté jusqu'en 1667 comme régente pour leur fils Albert Antoine, qui est plus tard prince de Schwarzbourg-Rudolstadt.

## Mariage et descendance
Le 4 novembre 1638, il épouse Émilie d'Oldenbourg-Delmenhorst. Ils ont les enfants suivants:
- Sophie Juliane (1639-1672)
- Ludmilla Élisabeth de Schwarzbourg-Rudolstadt (1640-1672)
- Albert-Antoine de Schwarzbourg-Rudolstadt (1641-1710), le premier prince de Schwarzbourg-Rudolstadt
- Christiane Madeleine (1642-1672)
- Maria Suzanne (1646-1688)